# 今井優子 (柔道)

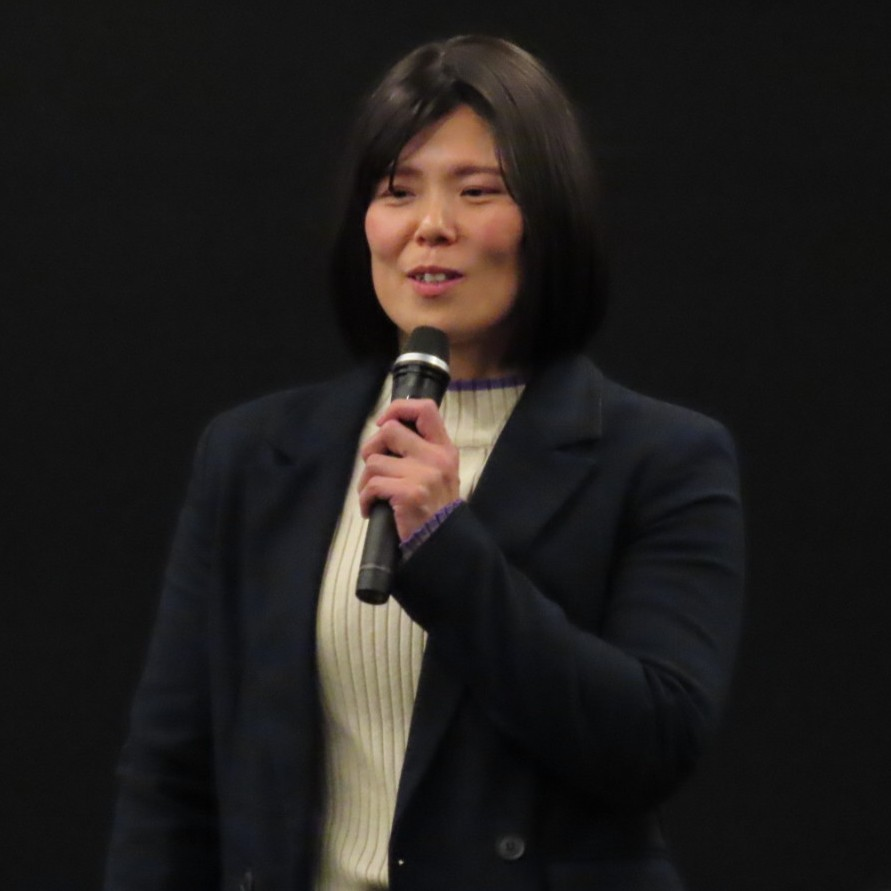
今井優子コーチ（2024年12月ラブすぽ角田夏実選手トークショー）

今井　優子（いまい　ゆうこ、1985年8月3日 - ）は、日本の女子柔道家。現役時の階級は70kg級。2010年柔道ワールドカップ・ソフィア優勝。全日本実業柔道個人選手権大会3連覇。福岡県出身。東海大学大学院修了。

## 人物
身長162cm。段位は五段。組み手は右組み。得意技は一本背負投、大腰。

## 経歴
柔道は4歳の時に高槻柔道クラブで始めた。私立敬愛中学校から敬愛高校へ進むと、3年の時に金鷲旗で2位、全日本ジュニアの70kg級では3位になった。東海大学に進むと、1年の時には優勝大会と全日本ジュニアで優勝を飾った。学生体重別とアジアジュニアでは3位だった。2年の時には優勝大会で2位にとどまると、学生体重別と講道館杯では3位になった。3年の時には優勝大会と学生体重別で2位、講道館杯で3位だった。4年の時には選抜体重別で3位に入ると、優勝大会では3年ぶりの優勝に貢献した。学生体重別では淑徳大学4年の國原頼子を破って優勝した。2008年には了徳寺学園の職員になると、実業個人選手権ではこの年から3連覇を達成した。講道館杯では決勝で國原に敗れて2位だった。嘉納杯では3位になった。2009年の全日本選手権では準決勝で北京オリンピック78kg級代表である綜合警備保障の中沢さえに有効で敗れるも3位入賞を果たした。講道館杯でも3位だった。2010年には世界ランキング対象大会となるワールドカップ・ソフィアで優勝すると、国体成年女子の部でも千葉県代表として優勝に貢献した。講道館杯では3位だった。また、この年には東海大学の大学院を修了した。2011年のユニバーシアード個人戦では準決勝でオランダのキム・ポリングに敗れて3位だったが、団体戦では優勝を飾った。講道館杯では決勝で三井住友海上の上野巴恵を指導2で破り、ようやくシニアの全国大会で初優勝を飾った。2012年の選抜体重別では3位となった。実業個人選手権では2年ぶり4度目の優勝を飾った。世界団体では決勝の中国戦で陳飛に有効で敗れたが、大将戦で大学の3年後輩である田知本愛が秦茜を技ありで破ったことで、チームは優勝を飾った。続くグランドスラム・東京では3位になった。2013年の国体成年女子の部では3年ぶりの優勝を果たした。2014年の選抜体重別で3位になると、国体成年女子の部では2年連続3度目の優勝を飾った。なお、国体において11勝1敗と際立った活躍を見せたことから、千葉県チームの監督で了徳寺学園コーチの金丸雄介から｢国体の女王｣と呼ばれることになった。
SBC湘南美容クリニック柔道部（旧・了徳寺大学職員柔道部）でコーチを務め、2024年パリ五輪で角田夏実（女子48kg級）を金メダルに導いた。2025年3月にSBC柔道部のコーチを辞任し、翌月に東海大学体育会柔道部の女子監督に就任した。

## 主な戦績
- 2003年 -　金鷲旗　2位
- 2003年 -　全日本ジュニア　3位
- 2004年 -　優勝大会 優勝
- 2004年 -　全日本ジュニア　優勝
- 2004年 -　学生体重別　3位
- 2004年 -　アジアジュニア　　3位
- 2005年 -　ブルガリア国際　3位
- 2005年 -　優勝大会 2位
- 2005年 -　学生体重別　3位
- 2005年 -　講道館杯　3位
- 2006年 -　優勝大会 2位
- 2006年 -　学生体重別　2位　国原
- 2006年 -　講道館杯　3位
- 2007年 -　選抜体重別　3位
- 2007年 -　優勝大会 優勝
- 2007年 -　松前カップ 70kg級　優勝　無差別　優勝
- 2007年 -　学生体重別　優勝　国原
- 2008年 -　実業個人選手権　優勝
- 2008年 -　講道館杯　2位　国原
- 2008年 -　嘉納杯　3位
- 2009年 -　ベルギー国際　優勝
- 2009年 -　全日本選手権　3位
- 2009年 -　実業個人選手権　優勝
- 2009年 -　講道館杯　3位
- 2010年 -　ワールドカップ・ソフィア　優勝
- 2010年 -　実業個人選手権　優勝
- 2010年 -　国体　成年女子の部　優勝
- 2010年 -　講道館杯　3位
- 2011年 - 東アジア選手権　個人戦　優勝　団体戦　優勝
- 2011年 - ユニバーシアード　個人戦　3位　団体戦　優勝
- 2011年 -　講道館杯　優勝
- 2011年 -　プレオリンピック大会　3位
- 2012年 -　選抜体重別　3位
- 2012年 -　実業個人選手権　優勝
- 2012年 - 世界団体　優勝
- 2012年 -　グランドスラム・東京　3位
- 2013年 -　国体　成年女子の部　優勝
- 2013年 -　講道館杯　5位
- 2014年 -　選抜体重別　3位
- 2014年 -　国体　成年女子の部　優勝

(出典、JudoInside.com)

## テレビ出演
- 炎の体育会TV（TBS）2014年6月7日[10]。

## DVD出演
- 鎮西敬愛学園の投げきる柔道～一本を取るための秘訣～　ティアンドエイチ株式会社、2011年